# 메나역
메나역(일본어: 目名駅 메나에키[*])은 일본 홋카이도 이소야 군 란코시정에 있는 홋카이도 여객철도 하코다테 본선의 철도역이다.

## 역 구조
역사 방향에 1면 1선의 단선식 승강장이 있는 역으로, 맞은 편에는 통과선이 있다. 이 통과선은 2000년 우스 산의 분화로 무로란 본선이 불통되며, 해당 노선 경유의 열차들을 하코다테 본선 경유로 우회시키려 했으나 교환 설비가 부족한 것을 해소하기 위해 설치된 것이다. 굿찬 역에서 관리하는 무인역으로, 역사에는 작은 마을 회관이 병설되어 있다.

### 승강장
| ■ 하코다테 본선 | 삿포로 · 오타루 · 오샤만베 방면 |

## 역 주변
- 란코시 고향언덕 휴게소(道の駅らんこし・ふるさとの丘)
- 란코시 정사무소 메나 출장소
- 메나 우편국
- 란코시 정립 메나 초등학교

## 역사
- 1904년 10월 15일 - 홋카이도 철도의 일반역으로 개업. 당시 역명은 이소야역(磯谷駅).
- 1905년 12월 15일 - 메나역으로 개칭됨.
- 1907년 7월 1일 - 홋카이도 철도 국유화.
- 1974년 9월 5일 - 화물 취급 폐지.
- 1982년 3월 1일 - 수하물 취급 폐지 및 간이위탁화.
- 1987년 4월 1일 - 일본국유철도 분할 민영화로 홋카이도 여객철도가 계승.
- 1992년 4월 1일 - 간이위탁 폐지, 무인화.
- 2007년 10월 - 역 번호 부여. S28.

## 인접한 역
| 홋카이도 여객철도 하코다테 본선 | 홋카이도 여객철도 하코다테 본선 | 홋카이도 여객철도 하코다테 본선 |
| ------------------------------- | ------------------------------- | ------------------------------- |
| S29 넷푸 오샤만베 방면          | ■ 하코다테 본선                 | S27 란코시 오타루 방면          |